# فرانز كولب
فرانز كولب (بالألمانية: Franz Kolb)‏ هو صيدلي ومهندس ألماني، ولد في القرن التاسع عشر، وتوفي في القرن العشرين.